# Transparency International Deutschland
Transparency International Deutschland e. V. ist eine deutsche Nichtregierungsorganisation mit Sitz in Berlin, die 1993 gegründet wurde. Als deutsches Chapter des Dachverbands Transparency International hat der gemeinnützig tätige Verein den Zweck der Bekämpfung und Eindämmung von Korruption. Der Verein besteht aus 1.336 Mitgliedern, welche in elf Regional- und 16 Arbeitsgruppen deutschlandweit tätig sind.
Transparency International Deutschland verfolgt keine Einzelfälle, sondern setzt auf Koalitionen gegen Korruption. Die deutsche Sektion unterstützt Behörden, Gerichte und Banken bei der Korruptionsprävention, analysiert Übersee-Banken mit laxen Geldwäsche-Vorschriften und fördert Transparenz in der öffentlichen Verwaltung. Zudem setzt sie sich für ein stärkeres Informationsrecht, Schutz für Hinweisgeber und Integrität im Gesundheitswesen ein. Auch die Verankerung von Korruptionsforschung in Universitäten ist ein Ziel. Seit einigen Jahren werden übergreifende Themen behandelt, wie die Nutzung von Open Data bei der Korruptionsbekämpfung und die kritische Behandlung von Strategischer Korruption.

## Struktur und Engagement der Mitglieder
Das wichtigste Ziel der Organisation ist es, das öffentliche Bewusstsein für die schädlichen Folgen der Korruption zu schärfen. Transparency Deutschland verfolgt dabei keine Einzelfälle, sondern arbeitet auf politischer Ebene und versucht, mit anderen Akteuren Koalitionen zu bilden. So kann nach eigener Aussage der Organisation Korruption nur wirksam und nachhaltig bekämpft werden, wenn Staat, Wirtschaft und Zivilgesellschaft zusammenarbeiten.
Die ehrenamtlichen Mitglieder des Vereins verteilen sich deutschlandweit auf mehrere Regionalgruppen, die sich vor Ort für mehr Transparenz in der Landespolitik sowie auf kommunaler Ebene einsetzen. Die Regionalgruppen von Transparency Deutschland sind in folgenden Bundesländern aktiv:
- Baden-Württemberg
- Bayern
- Berlin/Brandenburg
- Bremen
- Frankfurt/Rhein-Main
- Hamburg/Schleswig-Holstein
- Mecklenburg-Vorpommern
- Niedersachsen
- Nordrhein-Westfalen
- Sachsen
- Sachsen-Anhalt

In den Arbeitsgruppen des Vereins werden die Positionen und Forderungen entwickelt. Hier findet auch der inhaltliche Austausch innerhalb der Organisation statt. Die Arbeitsgruppen von Transparency Deutschland arbeiten auf folgenden Themengebieten:
- Digitalisierung
- Finanzwesen
- Gesundheitswesen
- Hinweisgeber
- Internationale Vereinbarungen
- Kirchliche Entwicklungszusammenarbeit
- Klima & Umwelt
- Kommunen
- Politik
- Politische Bildung
- Sicherheit & Verteidigung
- Sport
- Staatliche Entwicklungszusammenarbeit
- Strafrecht
- Transparente Verwaltung
- Transparenz in den Medien
- Vergabe
- Wirtschaft
- Wissenschaft

Zudem gibt es Schwerpunktthemengruppen zu "Strategische Korruption" und "Open Data".

### Vorstand
- Vorsitzende: Alexandra Herzog
- Stv. Vorsitzende: Margarete Bause, Carel Carlowitz Mohn
- Mitglieder: Bernd Amler, Sonja Grolig, Heribert Hirte, Bernd Hüttemann, Julius Reiter, Ingrid Schmidt, Anna-Katharina Zubrod

### Mitglieder
Kommunen als Mitglieder gehen eine Selbstverpflichtung ein, u. a.
- sich dafür einzusetzen, dass eindeutige Stellungnahmen und Empfehlungen zur Korruptionsbekämpfung und -prävention im kommunalen Bereich abgegeben werden,
- Transparency Deutschland über wesentliche Korruptionsvorgänge bei der Wahrnehmung ihrer kommunalen Aufgaben (gerichtliche Verurteilung, staatsanwaltschaftliche Ermittlung, Vergabeausschluss, Medienberichte) zu informieren und
- sich einverstanden zu erklären, die Einhaltung, Anpassung und Umsetzung dieser Verpflichtungserklärung im Turnus von drei Jahren zu bestätigen und dafür notwendige Fragen von Transparency Deutschland zu beantworten.

## Geschichte
Nach der Gründung der globalen Organisation Transparency International e. V., wurde am 5. Oktober 1993 auch in Deutschland ein Chapter unter dem Namen Transparency International Deutschland e. V. gegründet. Vorsitzende waren Peter Waller, Jürgen Marten, Michael Wiehen, Edda Müller und Hartmut Bäumer (heute: Alexandra Herzog). Geschäftsführer waren Marie Unger-von Reiche, Anke Martiny, Christian Humborg, Anna-Maija Mertens, Susanne Kühn, (zurzeit vakant).